# Células Cuneiformes
Son llamadas células cuneiformes a aquellas con forma de cuña o cunia en estado patológico. No se conocen células cuneiformes en estado fisiológico homeostático. Las células cuneiformes, llamados organismos cuneiformes compuestos por células procariotas y eucariotas, son aquellos que por permeabilidad han fagocitado o permitido la difusión simple o facilitada de metales pesados provenientes de compuestos orgánicos persistentes disueltos en medio acuoso como ríos, estuarios, entre otros. Al ingresar al citoplasma altera la distribución de los ácidos grasos y el equilibrio hidro-salino, generando de esta manera errores en la configuración proteínica del ARN o ADN por un factor de intoxicación. 
La forma cuneiforme se produce una vez que los mieloblastos comienzan a generar granulocitos en respuesta a la intoxicación y estos por fuerzas electroestáticas se unen a los COPs que se acercan y deforman la bicapa fosfolipídica por acción electrónica (fuerzas de london y van der walls) generando una forma cuneiforme que suele alterar la acción fagocítica de los glóbulos blancos generando acumulación. Una vez acumulados en los tejidos comienzan a formar deformaciones como nódulos o vesículas que generalmente se encuentran por debajo del tejido mayoritario que genera mitosis repetidas en respuesta a la necrosis celular producida por la vesícula cuando la membrana fosfolipídica comienza a aproximarse al equilibrio químico y los lisosomas internos se rompen liberando toxinas. 
No hay una gran descripción sobre las células cuneiformes en la actualidad debido a la leve incidencia de estas, excepto en el área botánica a partir de donde se han descrito inicialmente.